# 川上尚貴
川上尚貴（かわかみ なおたか、1961年1月17日- ）は日本の財務官僚。

## 来歴
兵庫県出身。東京大学法学部第2類（公法コース）卒業。1983年 大蔵省入省。大臣官房調査企画課配属。1988年7月 名古屋国税局関税務署長。1989年7月 名古屋国税局総務部総務課長。1993年7月 主計局総務課長補佐（歳入・国債係主査）。1994年7月 主計局主計官補佐（司法・警察係主査）。1995年6月：主計局主計官補佐（防衛第一係主査）。2000年7月から2002年7月まではコロンビア大学で研究員を務める。2014年7月18日 関東信越国税局長。2018年8月6日 税務大学校長。2019年7月5日 大臣官房付・退官。同年12月1日 辻・本郷税理士法人特別顧問、東日本旅客鉄道顧問。2020年2月大阪有機化学工業取締役。2022年6月15日 全国地方銀行協会副会長専務理事。

## 略歴
- 1983年4月：大蔵省入省。大臣官房調査企画課配属[2]。
- 1986年7月：主税局総務課調査主任[4][5]。
- 1987年7月：主税局総務課総務第一係長[6]。
- 1988年7月：名古屋国税局関税務署長。
- 1989年7月：名古屋国税局総務部総務課長。
- 1990年7月：主税局総務課長補佐（歳入担当）[1]。
- 1992年7月：主税局税制第一課長補佐（法人税担当）[3][1]。
- 1993年7月：主計局総務課長補佐（歳入・国債係主査）[3]。
- 1994年7月：主計局主計官補佐（司法・警察係主査）。
- 1995年6月：主計局主計官補佐（防衛第一係主査）。
- 1998年7月：主税局税制第二課長補佐（総括、間接税担当）[3][1]。
- 2000年7月：大臣官房付（コロンビア大学研究員）。
- 2001年1月6日：財務省大臣官房付（コロンビア大学研究員）。
- 2002年7月：主税局総務課主税企画官 兼 主税局税制第一課（資産税担当）[3]。
- 2004年7月：金融庁総務企画局総務課特定金融情報室長 兼 金融庁総務企画局政策課調整官。
- 2005年7月：金融庁監督局銀行第二課長。
- 2007年7月：主税局調査課長。
- 2008年7月：主税局税制第二課長。
- 2009年7月：環境省総合環境政策局総務課長。
- 2011年7月12日：広島国税局長。
- 2012年7月：株式会社企業再生支援機構専務執行役員政策審議役。
- 2013年3月18日：株式会社地域経済活性化支援機構専務執行役員政策審議役。
- 2014年7月1日：大臣官房付。
- 2014年7月18日：関東信越国税局長。
- 2015年7月7日：大臣官房付 兼 内閣府経済社会総合研究所総括政策研究官 兼 内閣官房内閣審議官（内閣官房副長官補付） 兼 内閣府大臣官房審議官 兼 内閣府地方創生推進室長代理。
- 2018年8月6日：税務大学校長。
- 2019年7月5日：大臣官房付・退官。
- 2019年12月1日：辻・本郷税理士法人特別顧問、東日本旅客鉄道顧問。
- 2020年2月：大阪有機化学工業取締役。
- 2022年6月15日：全国地方銀行協会副会長専務理事[7]。